# Gnophodes pythia
Gnophodes pythia är en fjärilsart som beskrevs av Fabricius 1793. Gnophodes pythia ingår i släktet Gnophodes och familjen praktfjärilar. Inga underarter finns listade i Catalogue of Life.